# あら簡単!世界レシピ
『あら簡単!世界レシピ』（あらかんたん・せかいレシピ）はテレビ東京系列にて2010年4月9日から10月1日まで金曜11:30 - 12:35に「グッドチャンネル」枠内で放送されていた料理バラエティ番組である。ハイビジョン制作（アナログはレターボックス放送）。

## 番組概要
世界レシピ
- 世界各国のシェフを先生に迎え、矢口真里と林マヤが中心となって世界のごはんを一緒に作っていく。「世界の料理が家庭で簡単にできる」をコンセプトにしており、特殊な食材を使わず近所のスーパーで入手できる食材で作れるようにアレンジされたレシピで展開される。

コレうまソーっす!
- 市販のソースを使った簡単レシピを紹介する。

## 出演者
- 矢口真里

料理初心者。番組中では主に料理作りをしているが、全ての料理過程において手つきがおぼつかないため、度々林マヤの手を借りている。
- 林マヤ

料理経験者で料理本も出しているが、番組中では主に矢口真里のアシスタント的な役割をしている。しかし矢口の手つきがおぼつかないため、度々手助けをしている。ボケ発言が多い。
- 狩野恵里

テレビ東京の女性アナウンサー。ナレーターのみで本人の出演は無い。

## スタッフ
- 構成：たちばなひとなり、宇田川岳史
- CAM：河部謙一
- AUD：吉川淳
- VE：佐藤康伸
- 照明：林本修一
- 技術協力：ヴイ・ビジョンスタジオ
- 美術協力：テレビ東京アート
- 美術デザイン：薬王寺哲朗
- CGデザイン：志比元
- ヘアメイク：大島知佳、山田かつら
- 編集：和田智昭（e-naスタジオ）
- MA：玉田良太（e-naスタジオ）
- 音効：小関尚孝（オーパス・ワン）
- デスク：後藤由枝（テレビ東京）
- 番組宣伝：岡田さおり（テレビ東京）
- フードコーディネーター：小川明男、本居佐知子
- 協力：ブルドックソース、ブルック クッキングスクール
- AP：加藤陽子
- ディレクター：及川博志
- プロデューサー：小高亮（テレビ東京）、亀山嘉之（カメレオンフィルム）
- 制作協力：カメレオンフィルム
- 製作著作：テレビ東京

## 放送リスト
| 放送回数 | 放送日（TX）  | 世界レシピ                                                       | コレうまソーっす！メニュー     |
| -------- | ------------- | ---------------------------------------------------------------- | ------------------------------ |
| #001     | 2010年4月9日  | 三色ニョッキとイタリア風あずきのクリームソース（イタリアごはん） | 豚肉たっぷりきんぴらごぼう     |
| #002     | 2010年4月16日 | 海鮮あんかけ炒飯（中華ごはん）                                   | ソース春巻                     |
| #003     | 2010年4月23日 | スペイン風あさりとほうれん草の雑炊（カルドソ）（スペインごはん） | ソース焼鳥                     |
| #004     | 2010年4月30日 | ブイヤベース（フランスごはん）                                   | ソース卵                       |
| #005     | 2010年5月7日  | タイ風グリーンカレー（タイごはん）                               | ソースそぼろ                   |
| #006     | 2010年5月14日 | トルコ風ナスの挽き肉詰め（トルコごはん）                         | ソース炊き込みピラフ           |
| #007     | 2010年5月21日 | アソルダ ～ポルトガル風 魚介の煮込～（ポルトガルごはん）         | 巻き巻きお好み焼               |
| #008     | 2010年5月28日 | 海鮮チヂミとチャプチェ（韓国ごはん）                             | さばのソース煮                 |
| #009     | 2010年6月4日  | 牛挽き肉とトマトと卵のタジン（モロッコごはん）                   | ソース肉じゃが                 |
| #010     | 2010年6月11日 | チキンインドカレーとチャパティ（インドごはん）                   | 油揚げのソース田楽             |
| #011     | 2010年6月18日 | カルボナーラとペスカトーレ（イタリアごはん）                     | 唐揚げのソース和え             |
| #012     | 2010年6月25日 | スペアリブの黒酢の酢豚と玉子スープ（中華ごはん）                 | 新じゃがのソース生春巻き       |
| #013     | 2010年7月2日  | ナシゴレン定食（インドネシアごはん）                             | かぼちゃのソース煮             |
| #014     | 2010年7月9日  | ロールキャベツ（フランスごはん）                                 | 絹さやたっぷりソース炒め       |
| #015     | 2010年7月16日 | トムヤムクン（タイごはん）                                       | ポークソースソテー             |
| #016     | 2010年7月23日 | 純豆腐とビビンバ（韓国ごはん）                                   | ソース肉巻きおむすび           |
| #017     | 2010年7月30日 | ペンネとミートボールのグラタン（イタリアごはん）                 | マグロと新しょうがのソース佃煮 |
| #018     | 2010年8月6日  | 稲庭うどんのフォーとオリジナル生春巻き（ベトナムごはん）         | トマトスープ ソース風味        |
| #019     | 2010年8月13日 | パエリア（スペインごはん）                                       | スペアリブのソース煮           |
| #020     | 2010年8月20日 | 焼きビーフン（中華ごはん）                                       | とろろのソースジュレ           |
| #021     | 2010年8月27日 | 麻婆豆腐&黒酢のスープ（中華ごはん）                              | タコとワカメのソー"ス"の物     |
| #022     | 2010年9月3日  | チキンタコス&オクラの野菜タコス（メキシコごはん）                | 鶏レバーのソース煮             |
| #023     | 2010年9月10日 | きのこのチーズリゾット&アクアパッツア（イタリアごはん）          | 手羽先のスパイシーソース焼     |
| #024     | 2010年9月17日 | プルコギ&韓国のり巻き（韓国ごはん）                              | ソースのしめじごはん           |
| #025     | 2010年9月24日 | 鶏もも肉の赤ワイン煮&梅酒のマチェドニア（フランスごはん）        | 秋茄子と挽肉のソース炒め       |
| #026     | 2010年10月1日 | 栗ごはん&長いもとイカの煮付&かき玉汁（日本ごはん）               | 秋刀魚のソース蒲焼             |